# Gentianella magnifica
Gentianella magnifica är en gentianaväxtart som först beskrevs av Thomas Kirk, och fick sitt nu gällande namn av Glenny. Gentianella magnifica ingår i släktet gentianellor, och familjen gentianaväxter. Inga underarter finns listade i Catalogue of Life.